# 瑞龍寺 (岐阜市)
瑞龍寺（ずいりょうじ）は、岐阜県岐阜市寺町にある臨済宗妙心寺派の寺院である。

## 概要
山号は金寶山。
臨済宗妙心寺派の坐禅修行の出来る専門道場であり、雲水（禅の修行僧）の修行の場である。
総門を入ると参道の右に瑞雲院、鶴棲院、臥雲院。左に、天澤院(天澤僧堂)、開善院、雲龍院の6つの寺（塔頭）がある。一番奥には雲水の修行道場である僧堂がある。
境内には、斎藤妙椿（斎藤利藤とは別人が有力）、土岐成頼、悟渓国師の墓がある。

## 沿革
元々、この地には飛鳥時代より、中林寺、厚見寺などと称した寺院が存在し、その後廃寺となっていたという。
応仁2年（1468年）、美濃国の実権を握る斎藤妙椿が、美濃国守護である土岐成頼の菩提所として建立し、悟渓宗頓国師を迎えて開山。寺号瑞竜は成頼の法号に因む。後花園上皇より、山号の勅額を賜る。文明2年（1470年）に七堂伽藍が完成し、土御門天皇により、準十刹に列せられる。美濃国尾張国を中心に、東海派禅門の古道場として知られていたという。
明応9年（1500年）以降は、悟渓宗頓国師の弟子たちが輪住制で寺を守っていたが、永禄4年（1561年）に斎藤義龍が妙心寺派のうち、霊雲派の別伝宗亀によって国内の妙心寺派を統制しようとした際にはそれに反対し、住持であった速伝宗販は快川紹喜らとともに犬山の瑞泉寺へ一時逃れた。永禄10年（1567年）の織田信長の岐阜城攻略、及び慶長5年（1600年）の徳川家康の家臣福島正則らによる岐阜城攻略により焼失する。
天文5年（1536年）に一度目の戦火にかかる。
永禄7年（1564年）に二度目の戦火にかかる。
慶長5年（1600年）に三度目の戦火にかかる。
延享4年（1747年）に輪住制が途絶え、一時荒廃するが、文化3年（1806年）、白隠慧鶴の孫弟子にあたる隠山禅師により再建され、その際に僧堂を設ける。
1891年（明治24年）の濃尾地震で被害を受ける。1945年（昭和20年）の岐阜大空襲により焼失する。その後、順次再建されるが、1959年（昭和34年）に伊勢湾台風で損害を受ける。その後も再建が続けられる。
1992年（平成4年）に本堂が改築され、2005年（平成17年）に耐震補強工事が行われて新聞などにも取り上げられた。

## 文化財

### 岐阜県指定史跡
- 土岐成頼墓
- 斎藤妙椿墓
- 悟渓国師墓
- 厚見寺跡

### 岐阜市指定文化財
- 絹本著色土岐成頼像
- 絹本著色悟渓宗頓像
- 隠山円照禅師墓

## 塔頭
- 瑞雲院：悟渓下八哲の一人、天縦宗受が開山。3世は虎哉宗乙。江戸時代に入って無住となるが、元禄年間に丈岩和尚により中興される。2021年（令和3年）漏電による火災で建物と資料の一部を焼失した。
- 鶴棲院：悟渓下八哲の一人、独秀乾才が開山。寛政3年（1791年）より隠山惟琰が住持を務めた。岐阜市の史跡に指定されている同禅師の墓所、隠山円照禅師墓がある。
- 臥雲院：悟渓宗頓の法孫、関市津保の天祥寺の燈外宗普により徳隣院として天正8年（1580年）ごろに開かれる。慶長14年（1609年）に現在地に移転し、臥雲院と改称した。境内には土岐政房の後室の墓と伝えられる「貞室祥　臻禅尼、明応七戊午正月一日」銘の連結五輪塔、江戸時代後期の画家の高橋杏村「老人高九鴻 居士」の石碑がある。1872年（明治5年）に上加納村民の依頼で院内に「徹明塾」を開校。岐阜市立徹明小学校の創設の地でもある。
- 天澤院：悟渓宗頓の法孫、天瑞和尚が開山。享和元年に改称して現在の寺号となる。再興後は隠山和尚が住持となり、以降明治24年（1891年）まで僧堂としての役割を担っていた。
- 開善院：悟渓下八哲の一人、興宗宗松が開山。斎藤妙椿菩提所。慶応3年（1867年）妙心寺天球院の薩門により中興されている。岐阜市指定文化財の紙本著色斎藤妙椿像を所蔵する。
- 雲龍院：悟渓下八哲の一人、寿岳宗彭が開山。

## その他
瑞龍寺は江戸時代、橿森神社の神宮寺とされていた。
専門道場のため普段は非公開であるが、毎年3月上旬のぎふ梅まつりに合わせて無料拝観が行われる。

## 所在地
- 岐阜県岐阜市寺町19

### 交通アクセス
岐阜バス「竜田町」バス停が最寄りである。徒歩で約5分。
JR岐阜駅バスターミナル：13番のりば
- 県病院線「県総合医療センター」行き
- 岐阜聖徳学園大学線「水海道」行き
- 尾崎団地線「諏訪山団地」「各務原高校前」「テクノプラザ」「三柿野駅」行き

JR岐阜駅バスターミナル：14番のりば
- 岐阜上之保線「せき東山」「岐阜医療科学大」「上之保川合」行き
- 大洞団地線「大洞緑団地（北一色経由）」行き
- 八幡線「八幡営業所（北一色経由）」行き
- 千疋大平台タウン線「大平台タウン」行き

岐阜バスターミナル：Cのりば
- 岐阜上之保線「せき東山」「岐阜医療科学大」「上之保川合」行き
- 大洞団地線「大洞緑団地（北一色経由）」行き
- 八幡線「八幡営業所（北一色経由）」行き
- 千疋大平台タウン線「大平台タウン」行き

名鉄岐阜のりば：6番のりば
- 尾崎団地線「諏訪山団地」「各務原高校前」「テクノプラザ」「三柿野駅」行き
- 岐阜聖徳学園大学線「水海道」行き
- 県病院線「県総合医療センター」行き

## 画像集

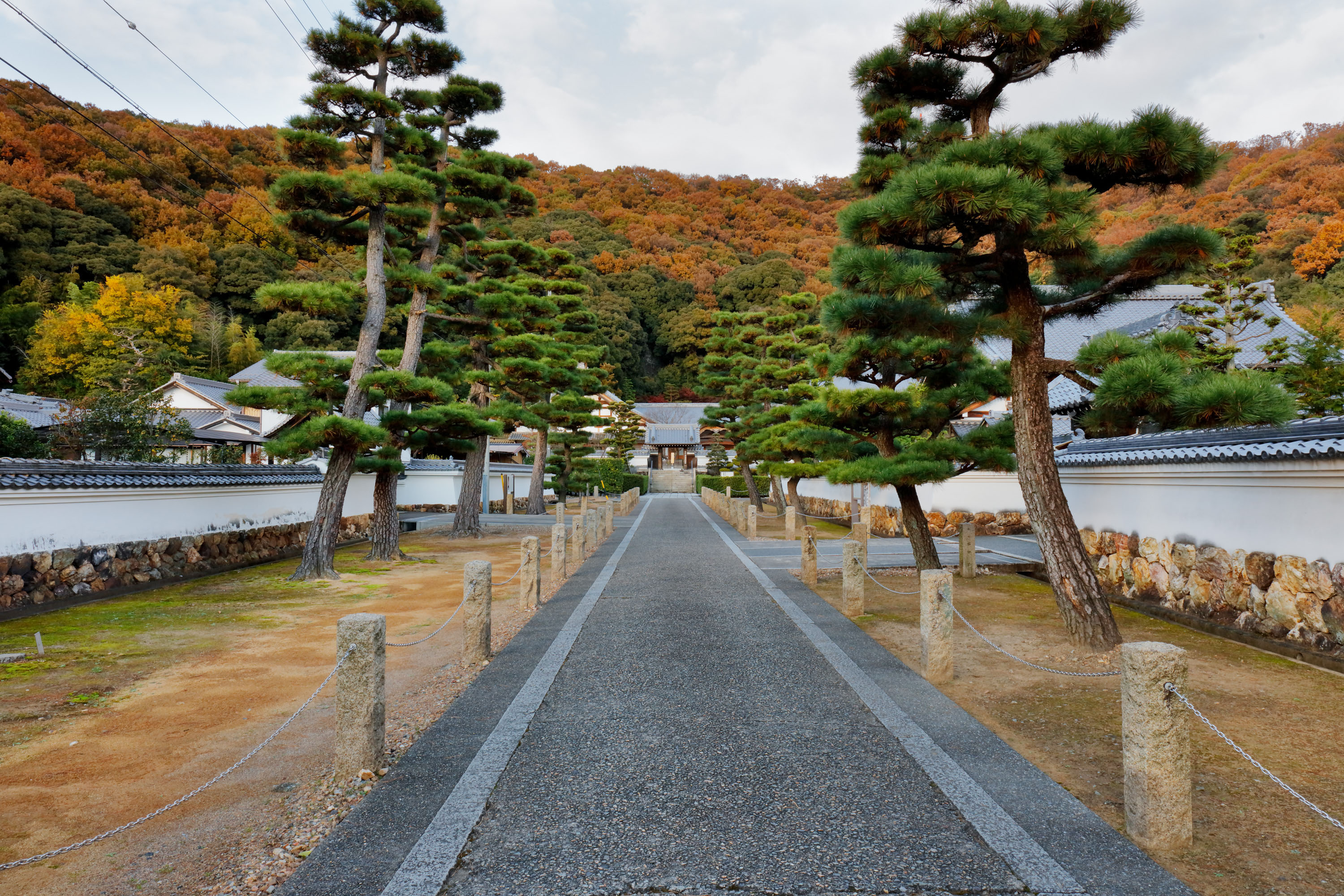
参道
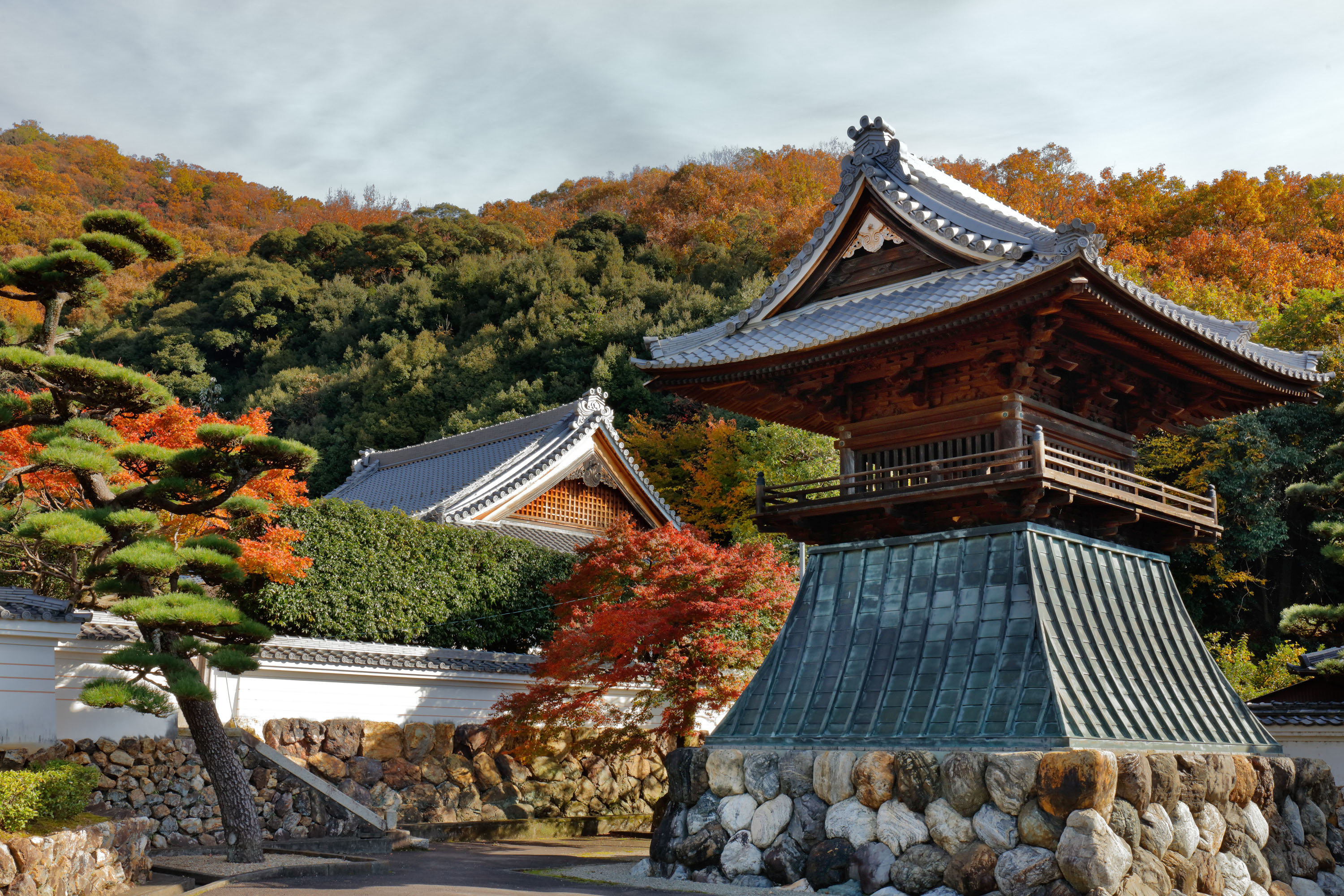
鐘楼
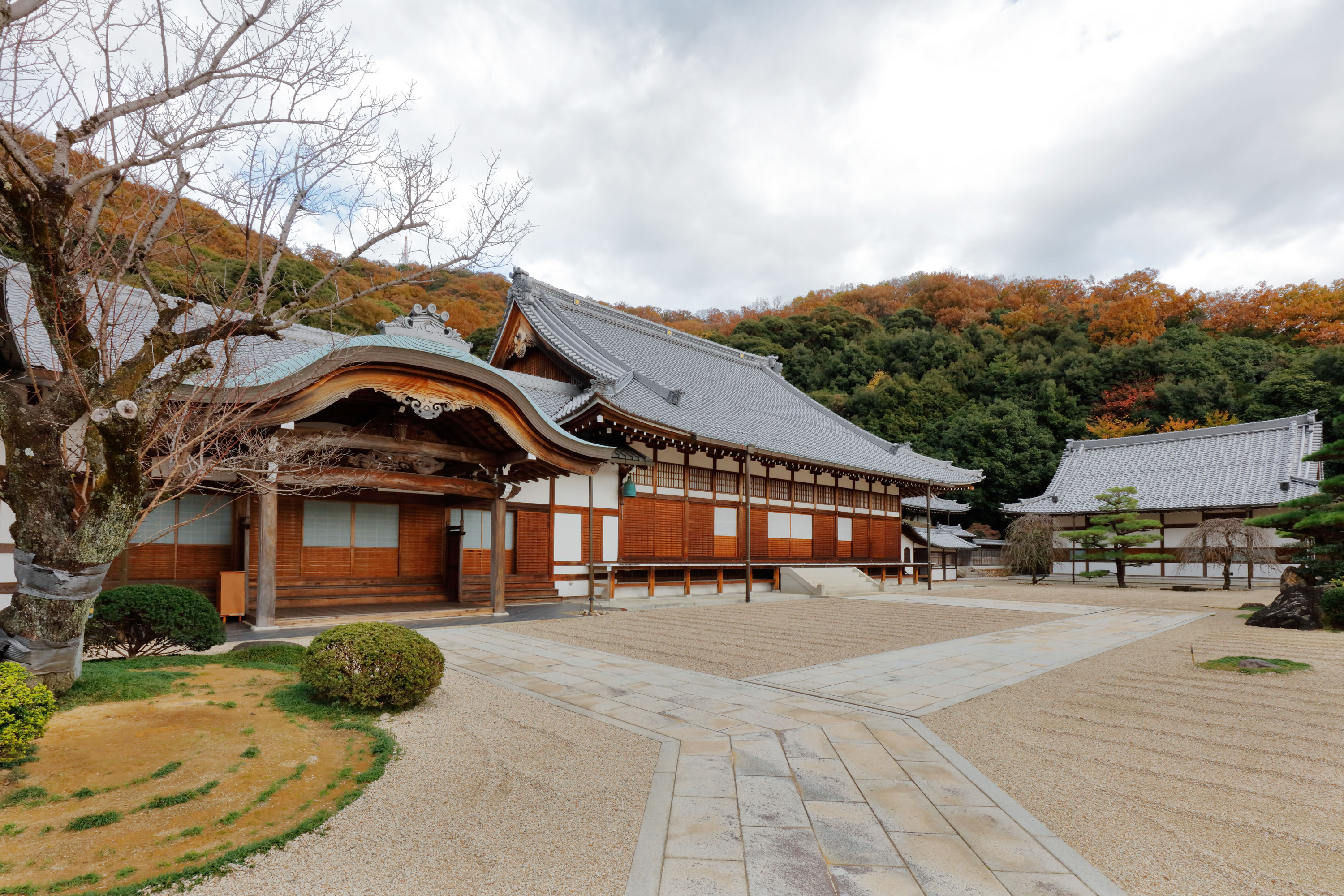
本堂と選佛場（禅堂）
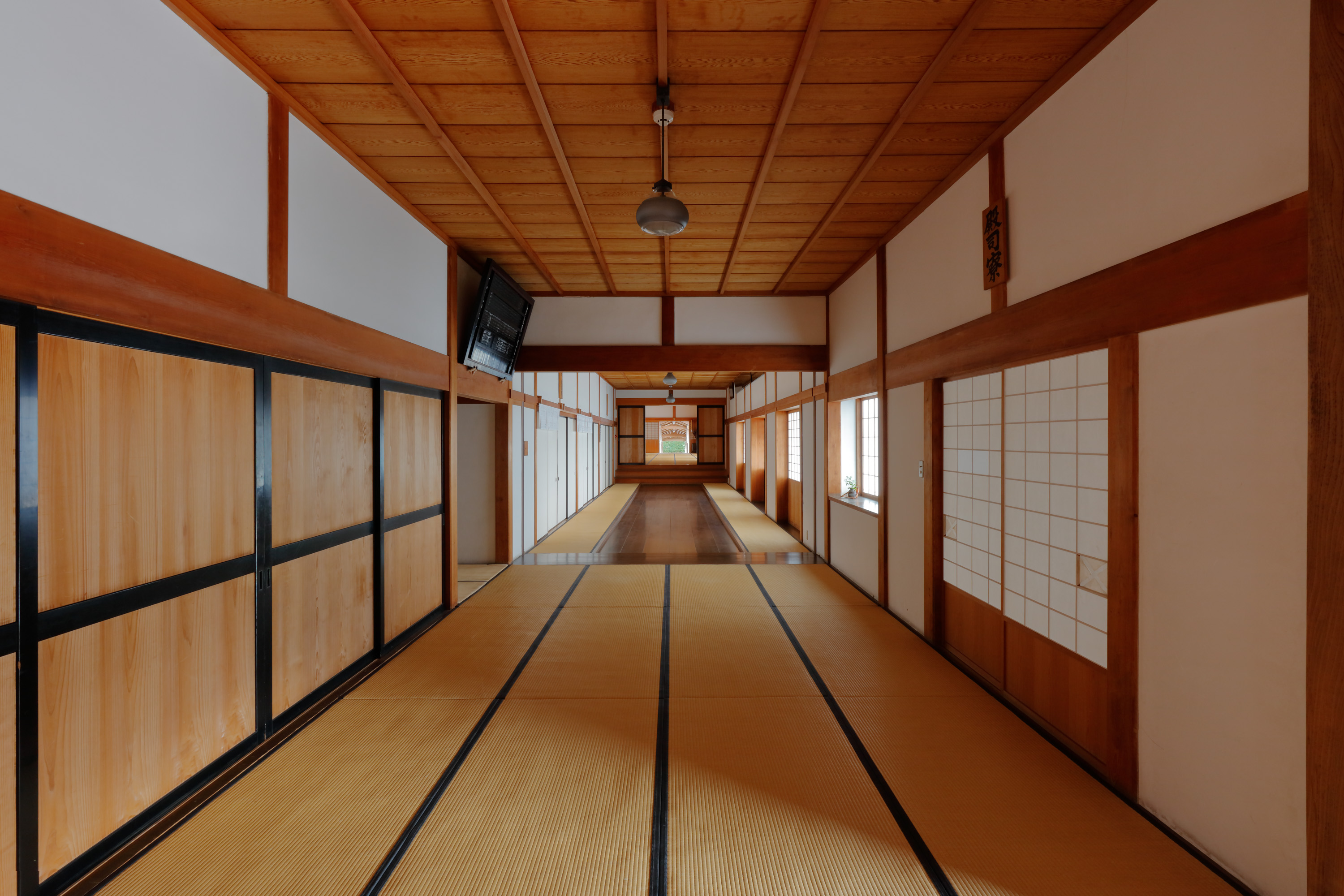
大庫裡から大方棟食堂と本堂を望む
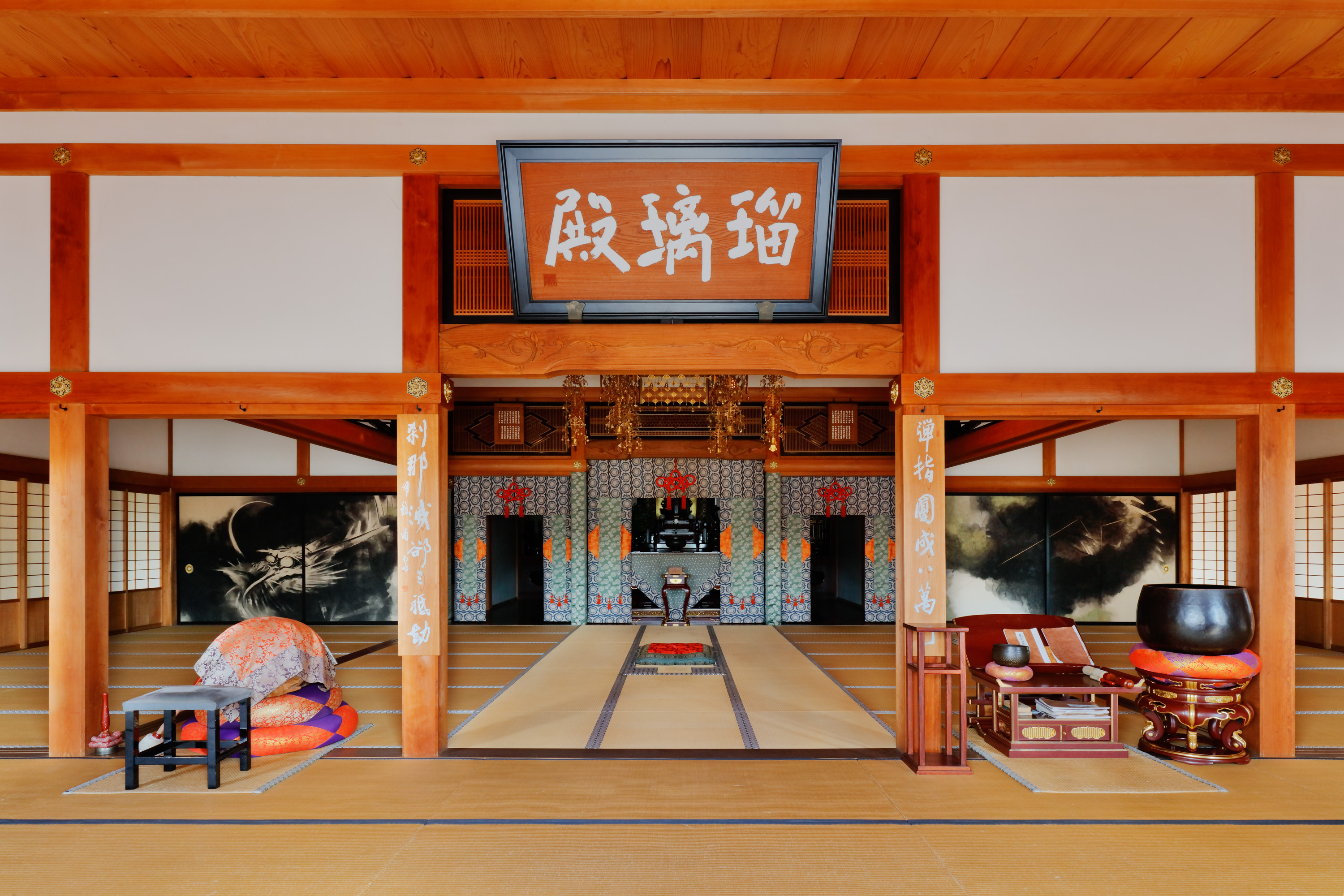
本堂内部
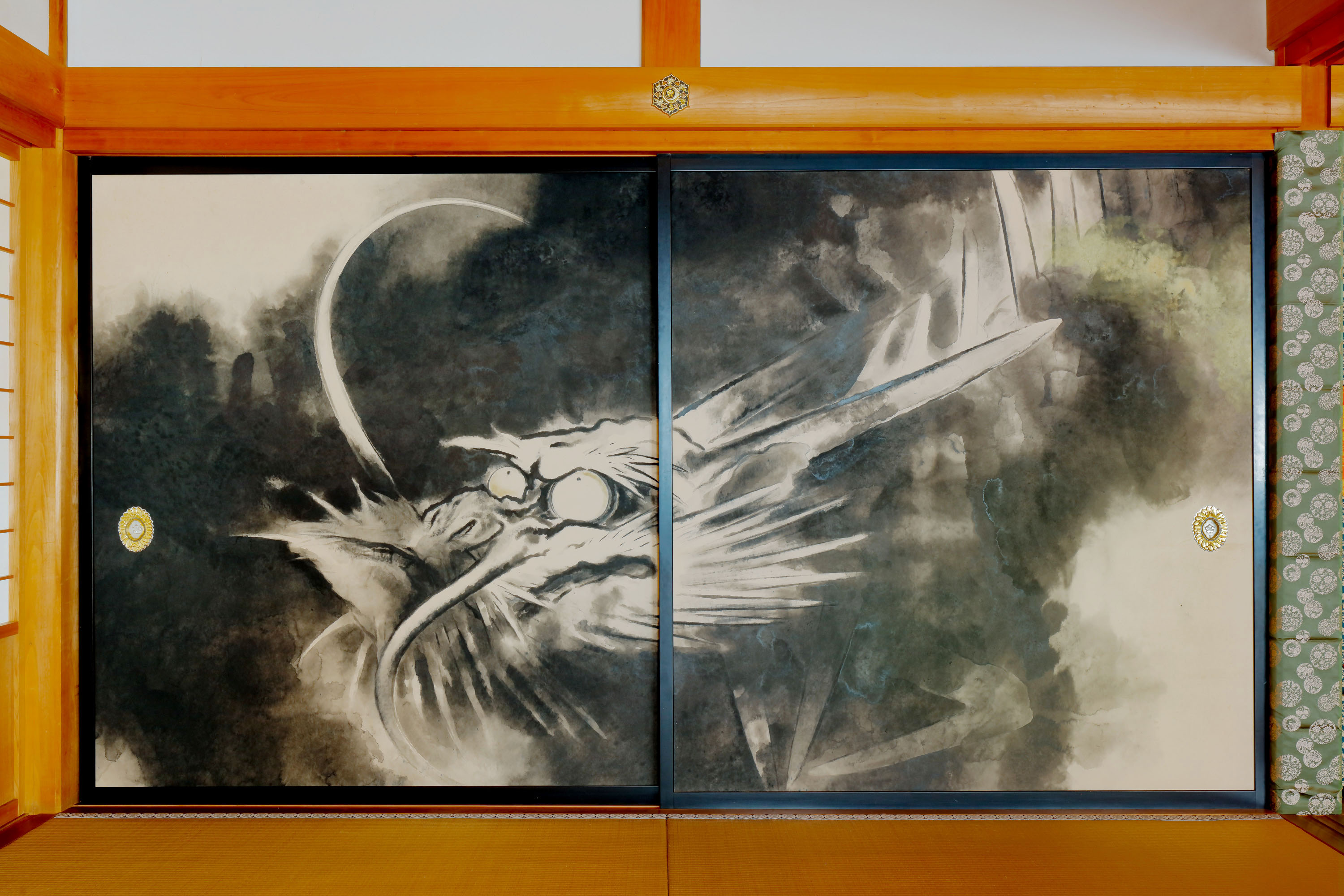
本堂内部
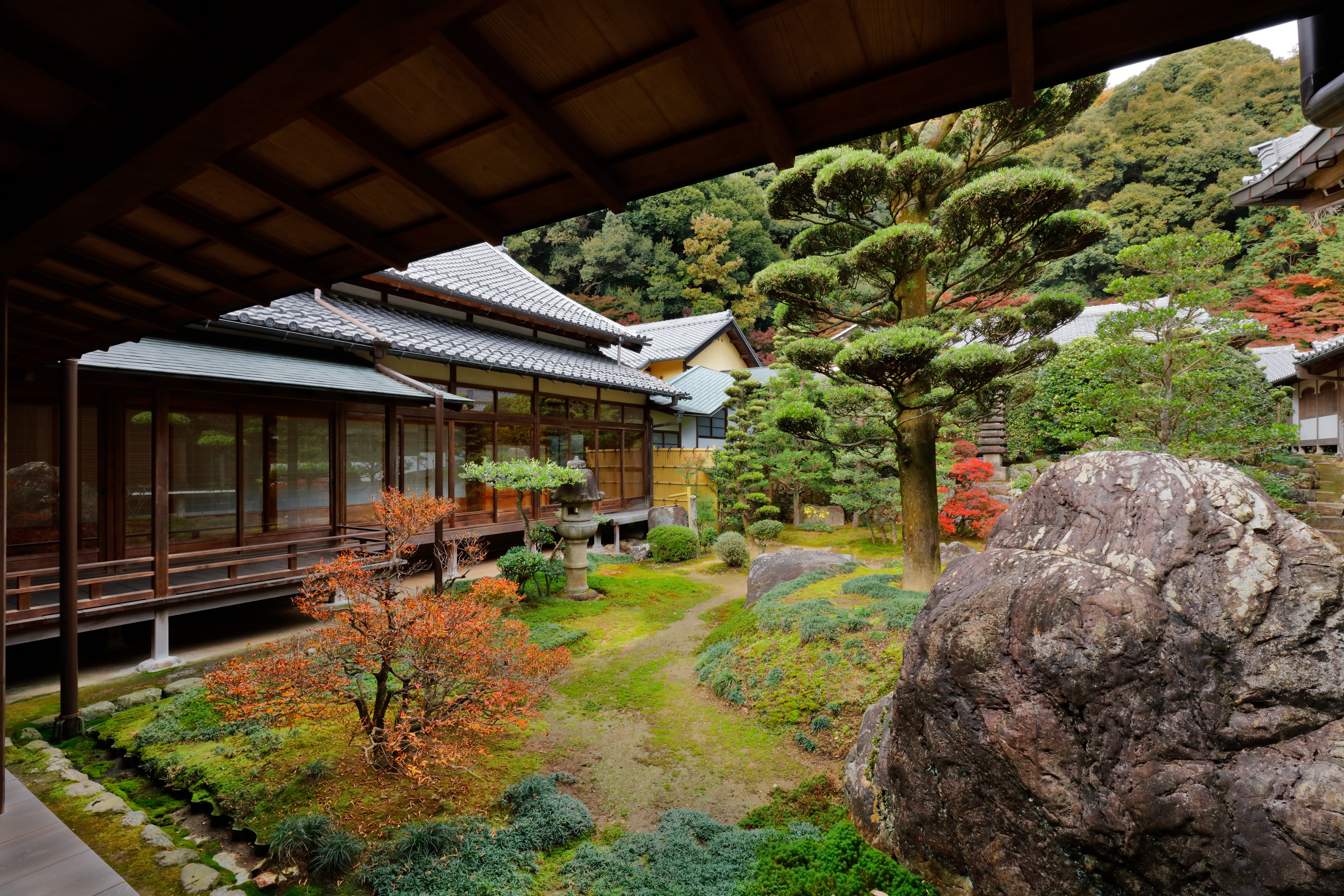
中庭
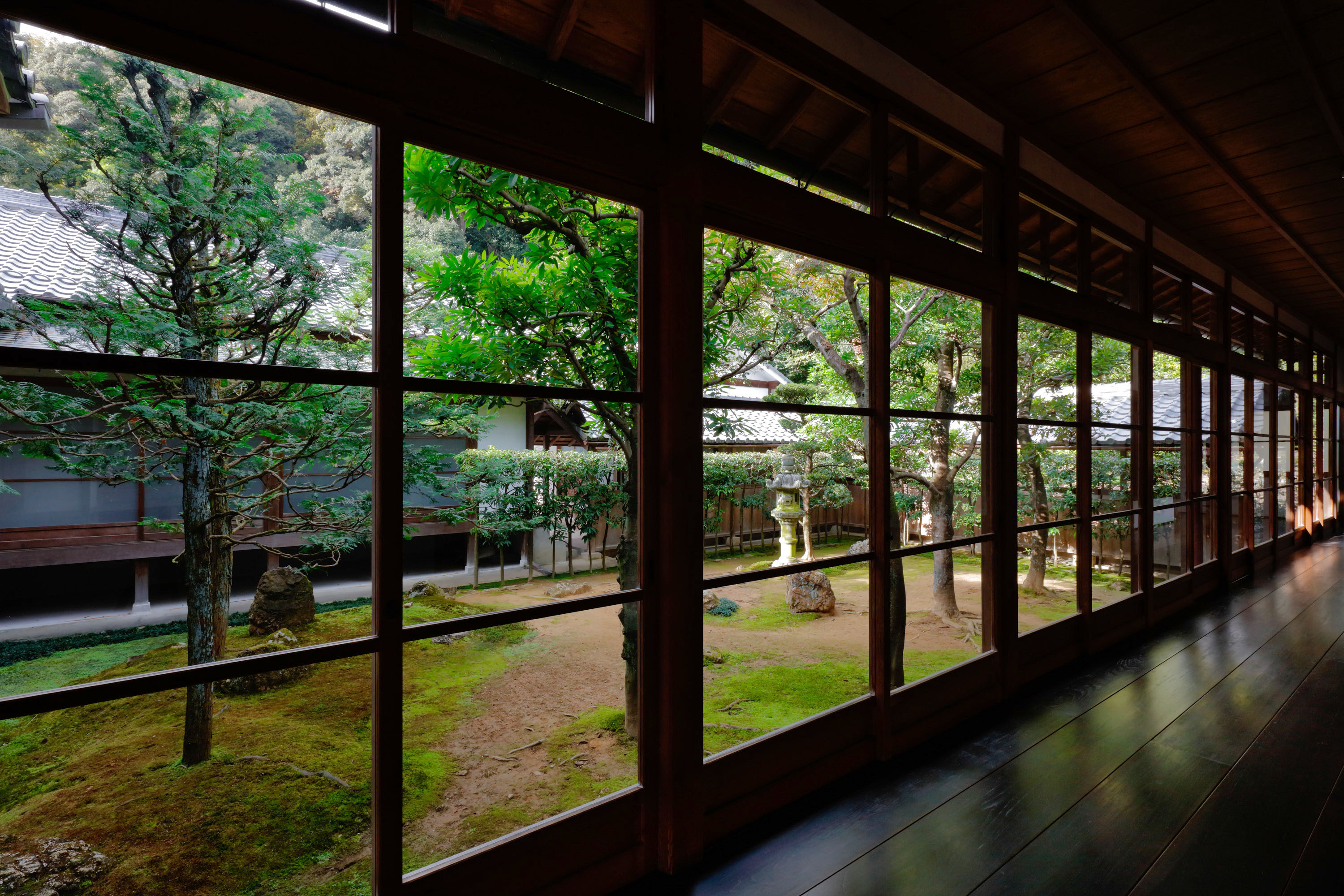
西庭
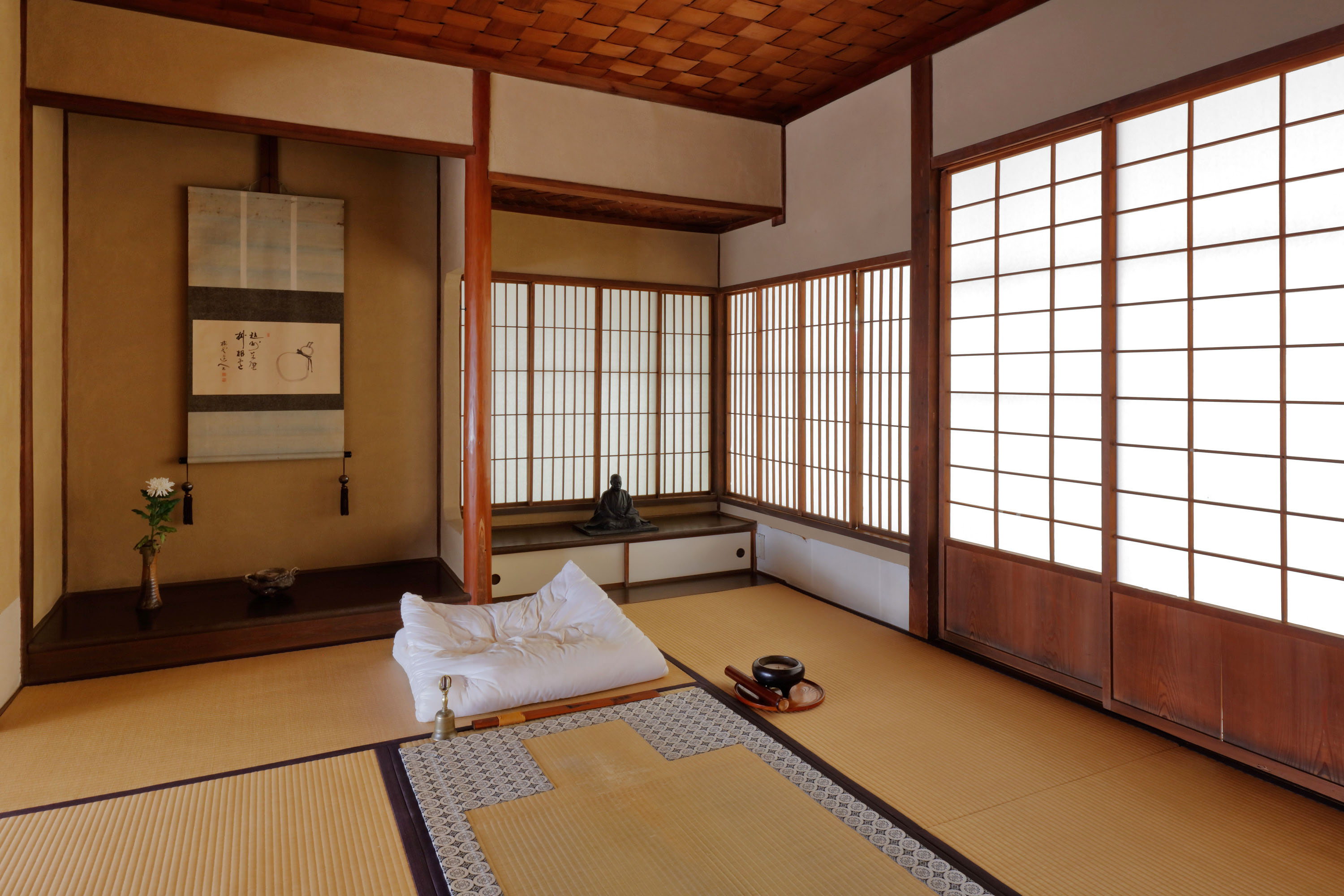
禅問答室
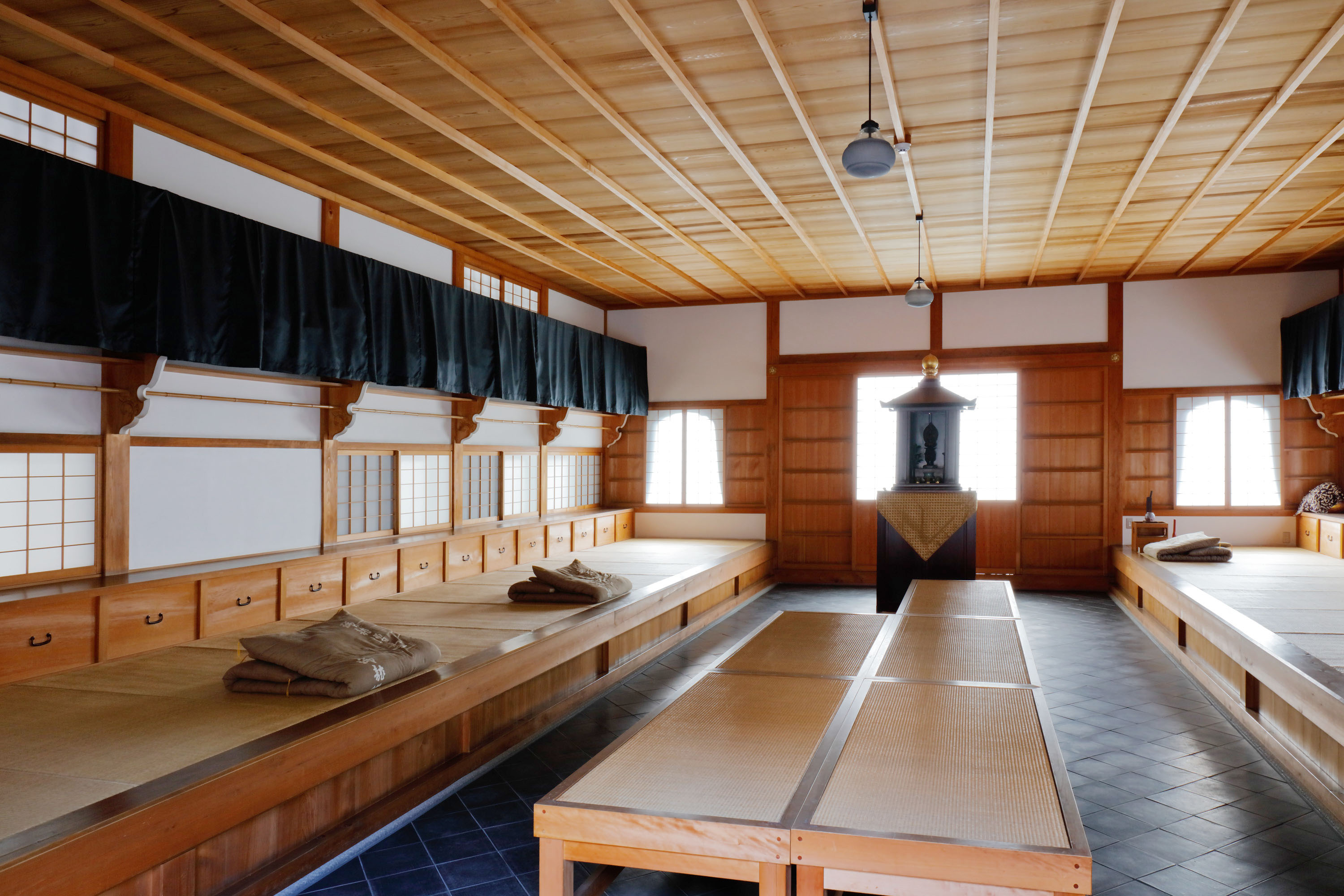
選佛場（禅堂）内部
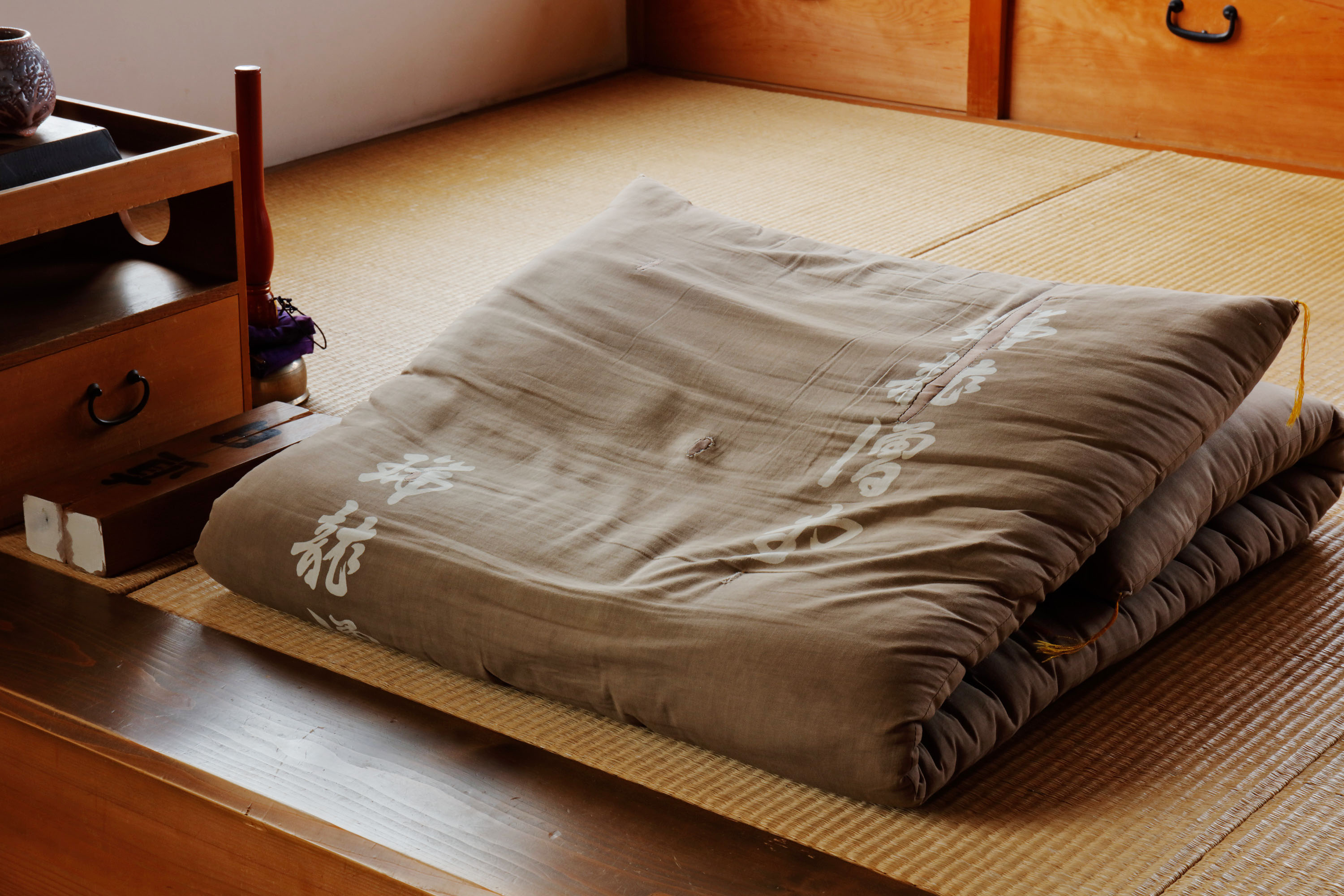
佛場（禅堂）内部
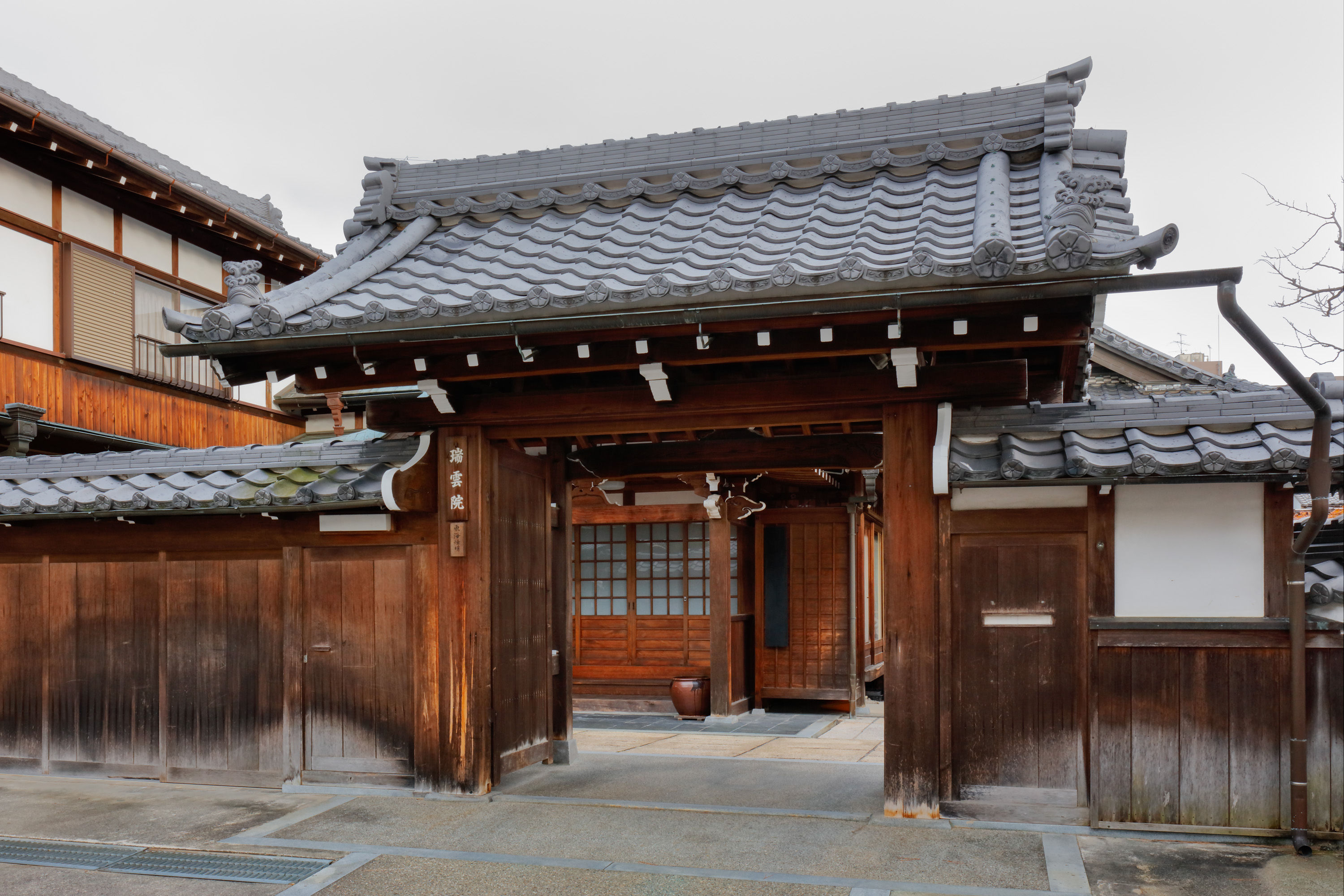
瑞雲院
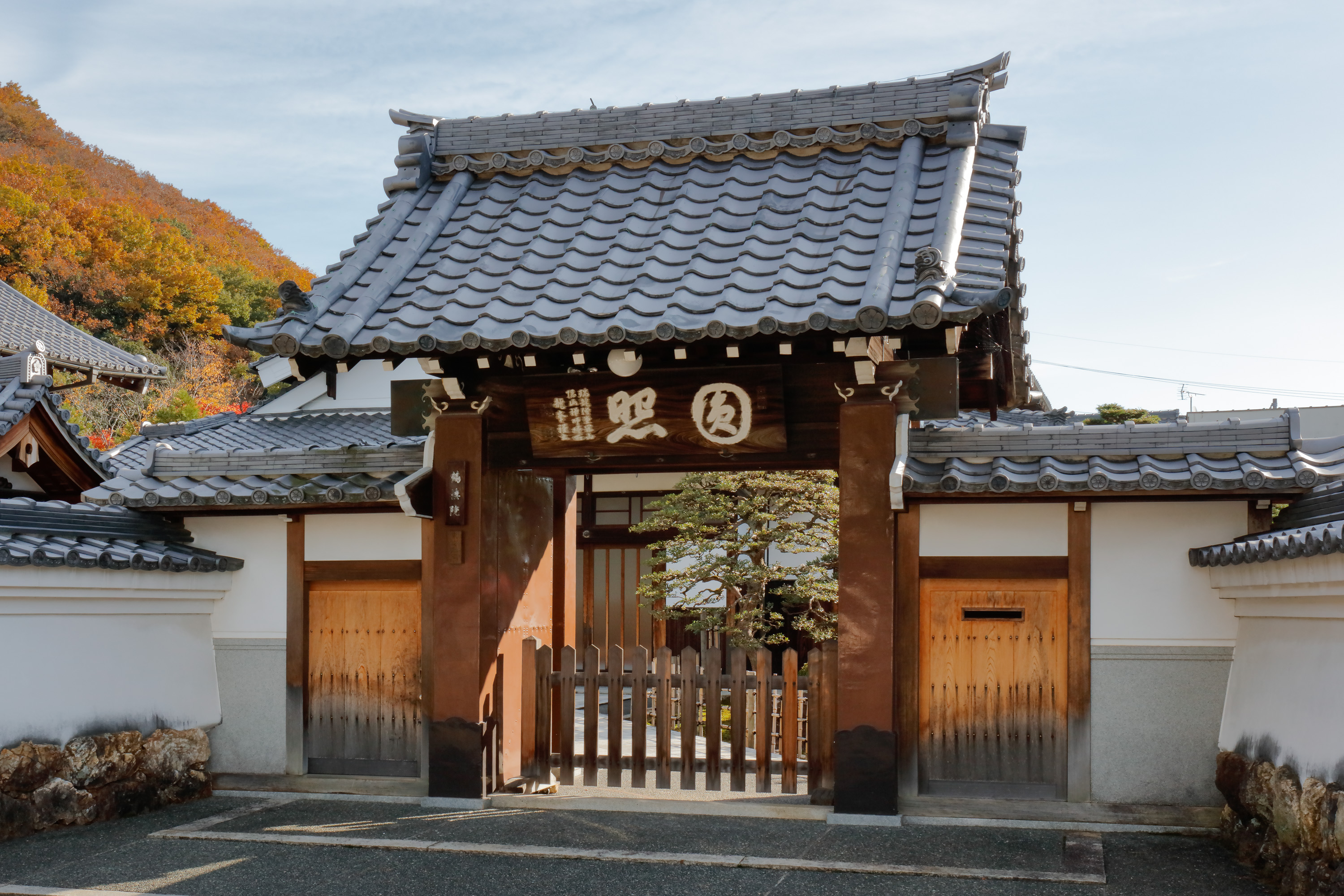
鶴棲院
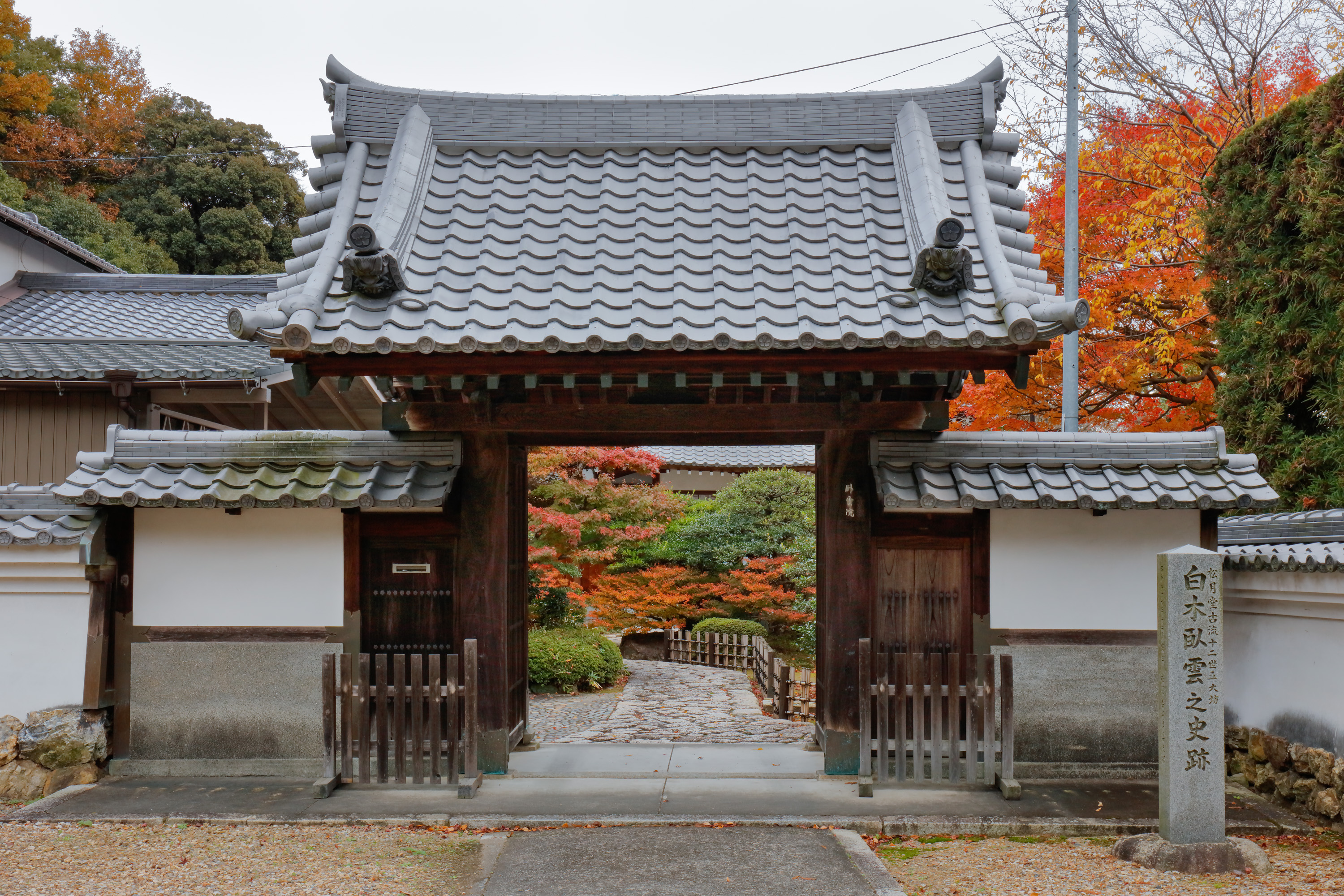
臥雲院
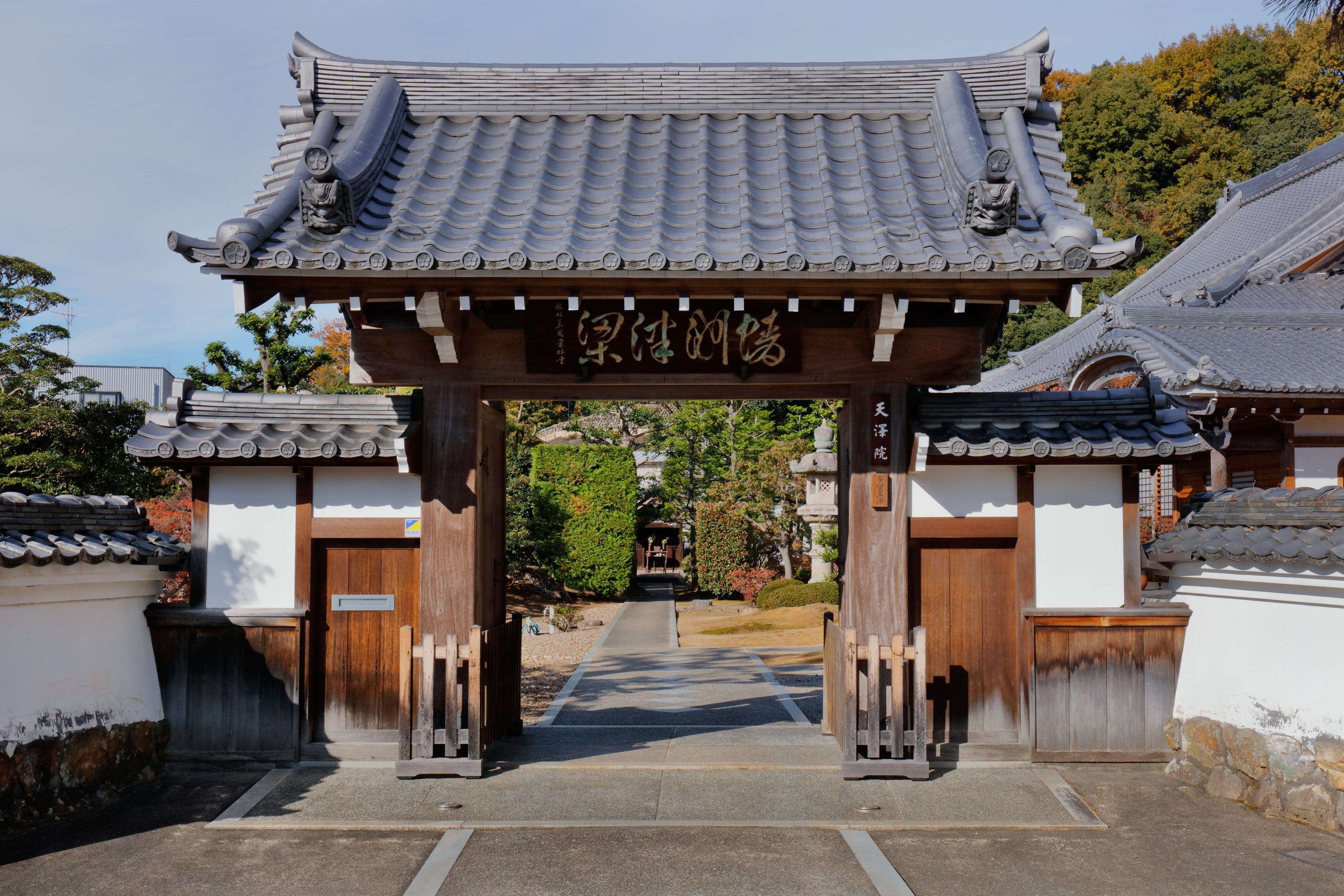
天澤院
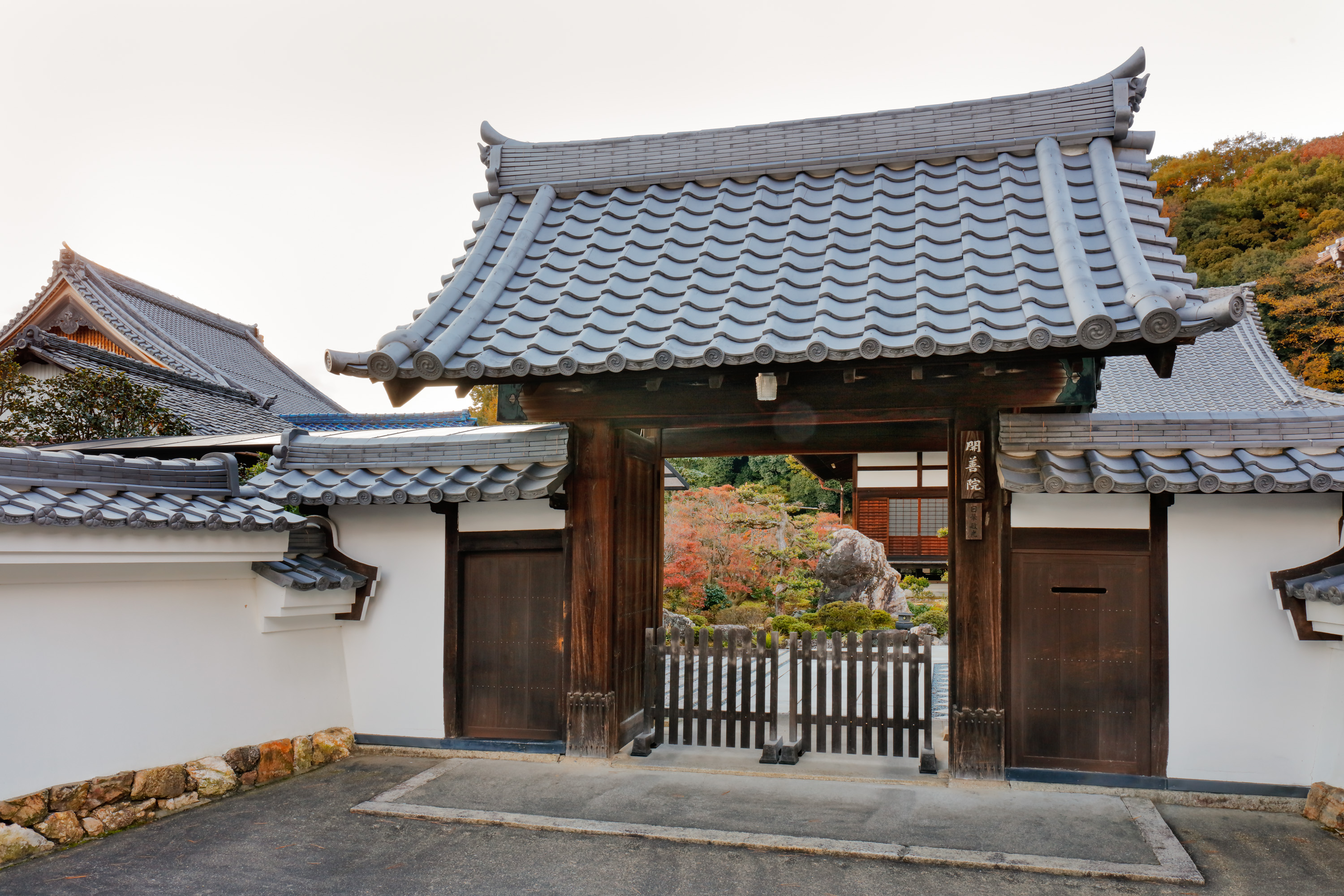
開善院
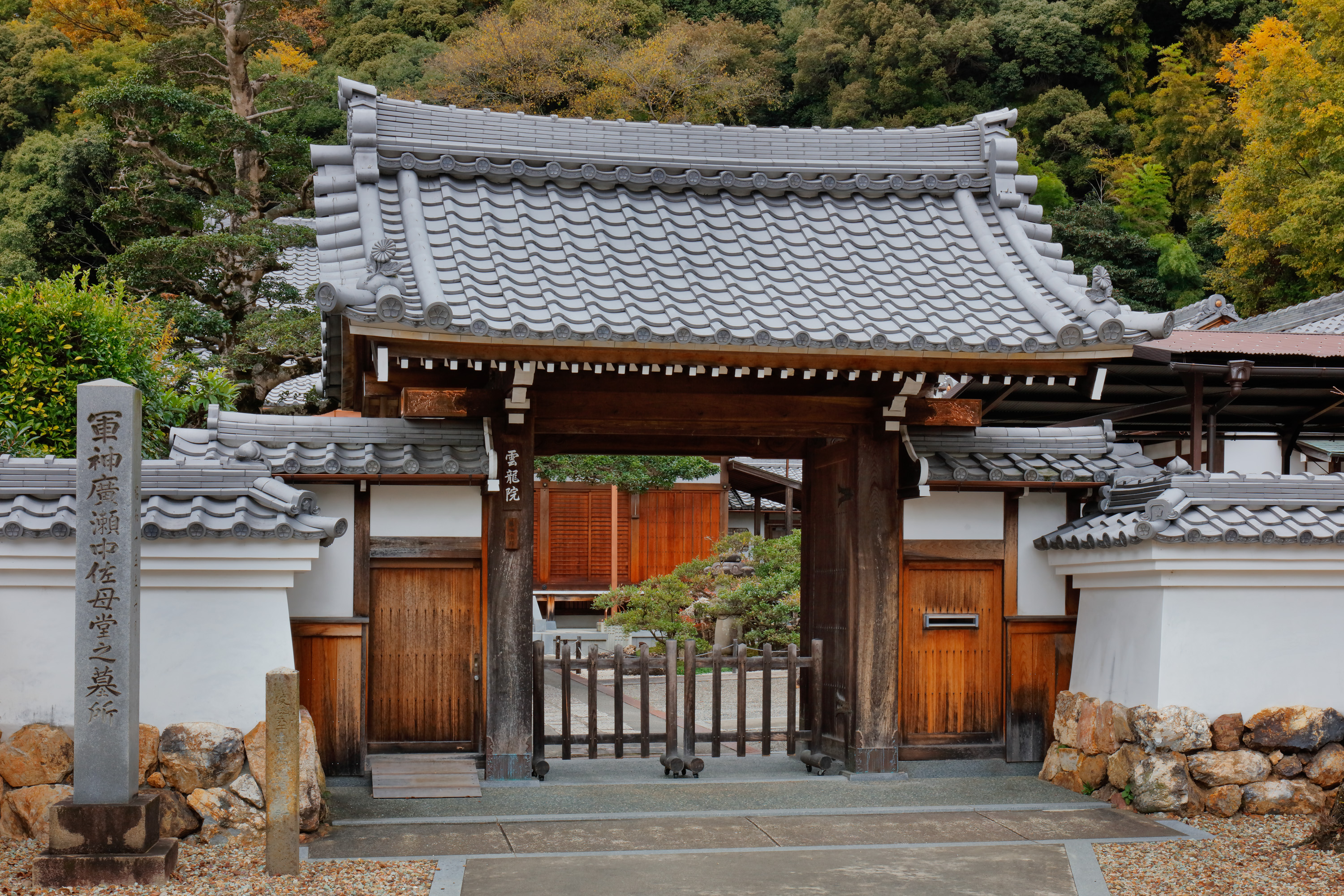
雲龍院